# Арабска астрилда
Арабската астрилда (Estrilda rufibarba) е вид птица от семейство Астрилдови (Estrildidae).

## Разпространение
Видът е разпространен в Йемен и Саудитска Арабия.